# Miasta Grenady
Według danych oficjalnych pochodzących z 2013 roku Grenada posiadała ponad 10 miast o ludności przekraczającej 100 mieszkańców. Stolica kraju Saint George’s jako jedyne miasto liczyło ponad 5 tys. mieszkańców; 5 miast z ludnością 1÷5 tys. oraz reszta miast poniżej 1 tys. mieszkańców.

## Największe miasta na Grenadzie
Największe miasta na Grenadzie według liczebności mieszkańców (stan na 01.01.2013):
| L.p. | Miasto         | Parafia      | Liczba ludności |
| ---- | -------------- | ------------ | --------------- |
| 1.   | Saint George’s | Saint George | 5 796           |
| 2.   | Gouyave        | Saint John   | 2 991           |
| 3.   | Grenville      | Saint Andrew | 2 411           |
| 4.   | Victoria       | Saint Mark   | 2 331           |
| 5.   | Saint David’s  | Saint David  | 1 343           |

## Alfabetyczna lista miast na Grenadzie
Spis miast Grenady powyżej 100 mieszkańców według danych szacunkowych z 2013:
- Belmont
- Calivigny
- Gouyave
- Grand Roy
- Grenville
- Hillsborough
- Marquis
- Saint David’s
- Saint George’s
- Sauteurs
- Tivoli
- Victoria